# Бронтида
Бронтиды (лат. brontidi, букв: рычания) или Барантиды — звуковые явления над акваториями в виде низких громоподобных непродолжительных звуков, особенно часто слышимых в районах активной сейсмической или тектонической деятельности. В некоторых случаях сопровождаются такими предвестниками землетрясений как свечение-сполохи неба или тумана, а также бурлениями воды, волнами-всплесками и водоворотами. Характер звуков может различаться, иногда сопровождаются вибрацией почвы и строений.

## Ладожские бронтиды
Из-за тектонической активности на дне Ладожского озера в его акватории иногда случаются землетрясения, которые могут сопровождаться бронтидами. Необычные феноменологические явления на Ладоге в виде подземных гулов, бурлений воды и содроганий почвы наблюдались монахами Валаамского монастыря с 1911 года. Наиболее раннее упоминание о бурлениях в озере и о подводных звуках датируется концом июня 1858 года, когда на озере побывал французский писатель Александр Дюма. Вот что он наблюдал к северу от острова Коневец: 

...все заволоклось таким туманом, что друг друга было не разглядеть. В гуще тумана гремел гром, и озеро забурлило, словно вода в котле. ... Казалось, что гроза зародилась не в воздухе, а в глубинах бездонного, озера. ... Туман все сгущался, раскаты гремели все оглушительнее, угасая в плотных сгустках пара, молнии отсвечивали каким-то мертвенным блеском; воды озера вздымались все выше и не из-за буйства волн, а от какого-то подспудного клокотания. ... Все это длилось часа два.